# سگ‌تباریان استخوان‌شکن

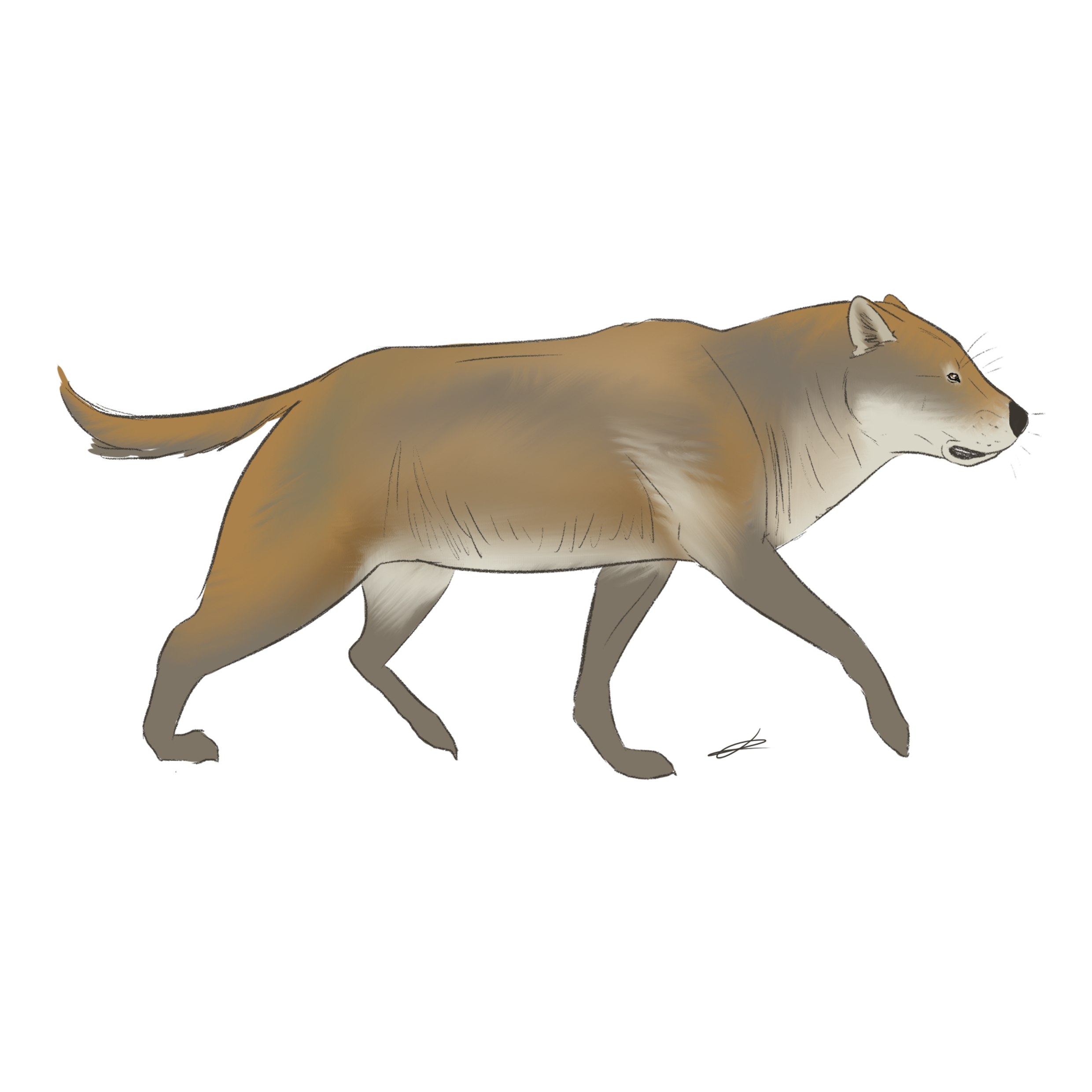
سگ‌تباریان استخوان‌شکن

سگ‌تباریان استخوان‌شکن (نام علمی: Borophagina) نام یک سرده از زیرخانواده سگ‌های استخوان‌شکن است.